# Seyssins
Seyssins est une commune française située dans le département de l'Isère, en région Auvergne-Rhône-Alpes.
La commune, qui se situe dans l'aire urbaine de Grenoble, est membre de la métropole Grenoble-Alpes Métropole. Ses habitants sont appelés les Seyssinois(es).

## Géographie

### Situation et description
La commune de Seyssins est située au flanc du massif du Vercors, donnant sur Grenoble. Une partie de Seyssins est située dans la plaine à l'ouest du Drac, alors qu'une autre est située dans le bas de la montée menant à Saint-Nizier-du-Moucherotte, situé à 1 162 m d'altitude.
Le centre de Seyssins (hôtel de Ville) est situé, par la route, à environ 6 km du centre de Grenoble, préfecture du département de l'Isère, 108 km de Lyon, préfecture de la région Auvergne-Rhône-Alpes, 95 km de Valence, 312 km de Marseille et 578 km de Paris.

### Communes limitrophes
La commune de Seyssins est séparée de Grenoble et d'Échirolles par le Drac à l'est (avec une légère incursion du territoire en rive droite du Drac, sur la zone commerciale de Comboire). Elle est bordée au nord par la commune de Seyssinet-Pariset et au sud par la commune de Claix (hameau de Cossey). À l'ouest, Seyssins est située au flanc du massif du Vercors, sur la face est du Moucherotte, et se trouve en contact plus lointain avec les communes du plateau.
Les communes limitrophes sont  Claix, Grenoble, Saint-Nizier-du-Moucherotte, Seyssinet-Pariset et Échirolles.

### Climat
Pour des articles plus généraux, voir Climat d'Auvergne-Rhône-Alpes et Climat de l'Isère.
En 2010, le climat de la commune est de type climat océanique altéré, selon une étude du Centre national de la recherche scientifique s'appuyant sur une série de données couvrant la période 1971-2000. En 2020, Météo-France publie une typologie des climats de la France métropolitaine dans laquelle la commune est exposée à un climat de montagne ou de marges de montagne et est dans la région climatique Alpes du nord, caractérisée par une pluviométrie annuelle de 1 200 à 1 500 mm, irrégulièrement répartie en été.
Pour la période 1971-2000, la température annuelle moyenne est de 11,5 °C, avec une amplitude thermique annuelle de 19,7 °C. Le cumul annuel moyen de précipitations est de 1 243 mm, avec 10,6 jours de précipitations en janvier et 6,6 jours en juillet. Pour la période 1991-2020, la température moyenne annuelle observée sur la station météorologique de Météo-France la plus proche, « Villard-de-Lans », sur la commune de Villard-de-Lans à 14 km à vol d'oiseau, est de 8,0 °C et le cumul annuel moyen de précipitations est de 1 270,0 mm,. Pour l'avenir, les paramètres climatiques de la commune estimés pour 2050 selon différents scénarios d'émission de gaz à effet de serre sont consultables sur un site dédié publié par Météo-France en novembre 2022.

### Hydrographie
Le territoire communal est sillonné de plusieurs cours d'eau : une rivière (le Drac) au débit torrentiel et quelques rus ou ruisseaux (ruisseau du Bessay, ruisseau de Cossey) qui sont tous ses affluents.
Le Drac, principal affluent de l'Isère, traverse la partie orientale de la commune et est en fait la "limite naturelle" de la commune à l'est. Cette rivière, parfois qualifiée de torrent, naît dans le Champsaur, dans le département des Hautes-Alpes à un peu plus de 2 000 mètres d'altitude et finit par se jeter dans l'Isère, à la limite nord du territoire de la commune voisine de Fontaine.

## Urbanisme

### Typologie
Au 1er janvier 2024, Seyssins est catégorisée grand centre urbain, selon la nouvelle grille communale de densité à sept niveaux définie par l'Insee en 2022.
Elle appartient à l'unité urbaine de Grenoble, une agglomération intra-départementale regroupant 38  communes, dont elle est une commune de la banlieue,,. Par ailleurs la commune fait partie de l'aire d'attraction de Grenoble, dont elle est une commune du pôle principal,. Cette aire, qui regroupe 204 communes, est catégorisée dans les aires de 700 000 habitants ou plus (hors Paris),.

### Occupation des sols
L'occupation des sols de la commune, telle qu'elle ressort de la base de données européenne d’occupation biophysique des sols Corine Land Cover (CLC), est marquée par l'importance des forêts et milieux semi-naturels (43,6 % en 2018), une proportion sensiblement équivalente à celle de 1990 (44 %). La répartition détaillée en 2018 est la suivante :
forêts (42,3 %), zones urbanisées (26,8 %), prairies (9,7 %), zones agricoles hétérogènes (6,7 %), zones industrielles ou commerciales et réseaux de communication (6 %), eaux continentales (3,8 %), espaces verts artificialisés, non agricoles (3,3 %), espaces ouverts, sans ou avec peu de végétation (1,3 %), milieux à végétation arbustive et/ou herbacée (0,1 %). L'évolution de l’occupation des sols de la commune et de ses infrastructures peut être observée sur les différentes représentations cartographiques du territoire : la carte de Cassini (XVIIIe siècle), la carte d'état-major (1820-1866) et les cartes ou photos aériennes de l'IGN pour la période actuelle (1950 à aujourd'hui).

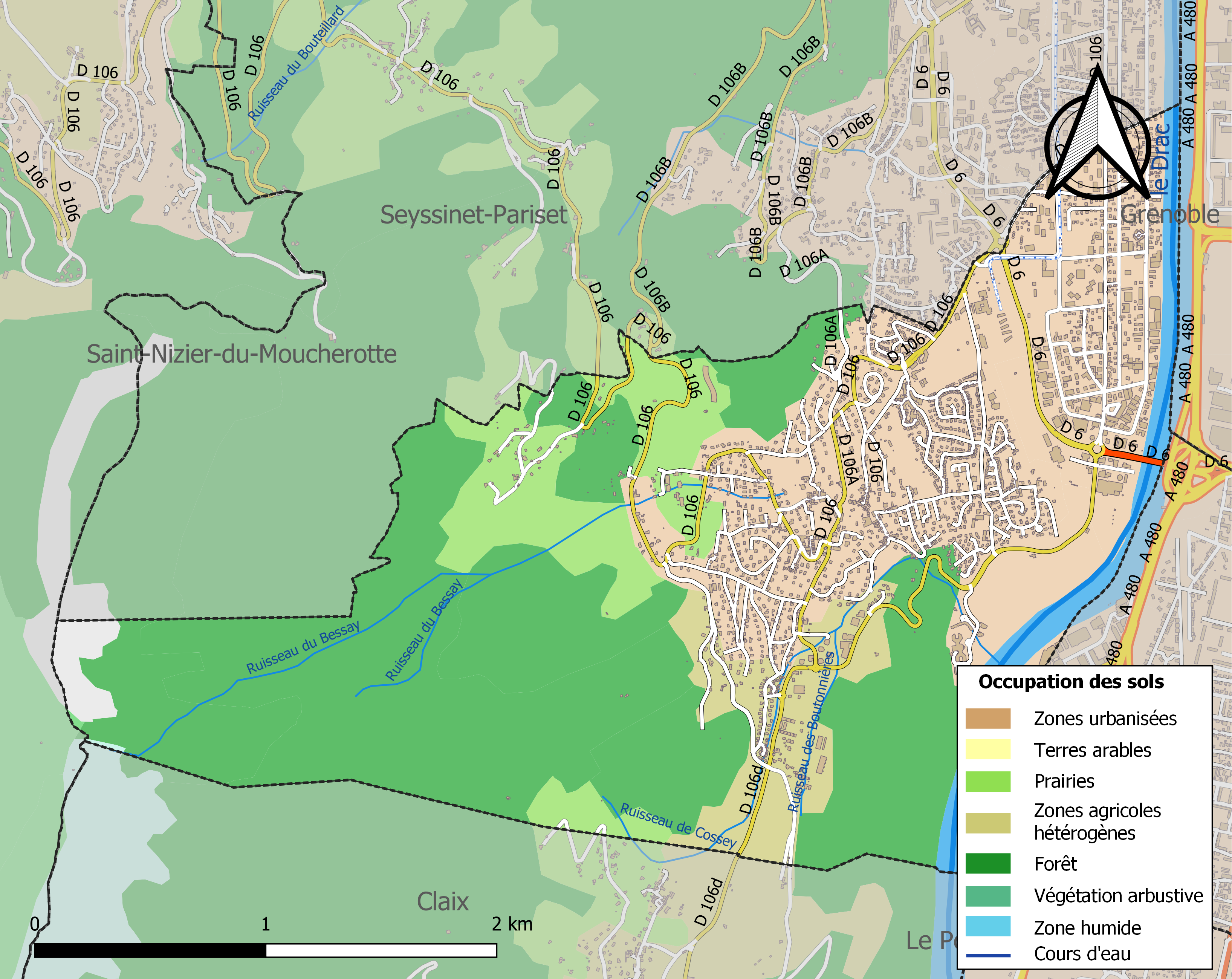
Carte des infrastructures et de l'occupation des sols de la commune en 2018 (CLC).

### Lieux-dits, hameaux et écarts
La commune est composée de quatre quartiers. Le village, le centre, la plaine et enfin Pré Nouvel situé sur les rochers de Comboire, à la limite avec Claix et dont l'urbanisation a démarré en 2013.

### Habitat et logement
En 2018, le nombre total de logements dans la commune était de 3 430, alors qu'il était de 2 942 en 2013 et de 2 864 en 2008.
Parmi ces logements, 94,2 % étaient des résidences principales, 1 % des résidences secondaires et 4,7 % des logements vacants. Ces logements étaient pour 48,6 % d'entre eux des maisons individuelles et pour 49,5 % des appartements.
Le tableau ci-dessous présente la typologie des logements à Seyssins en 2018 en comparaison avec celle de l'Isère et de la France entière. Une caractéristique marquante du parc de logements est ainsi une proportion de résidences secondaires et logements occasionnels (1 %) inférieure à celle du département (8,3 %) et à celle de la France entière (9,7 %). Concernant le statut d'occupation de ces logements, 75,6 % des habitants de la commune sont propriétaires de leur logement (78,9 % en 2013), contre 61,1 % pour l'Isère et 57,5 % pour la France entière.
| Typologie                                               | Seyssins | Isère | France entière |
| ------------------------------------------------------- | -------- | ----- | -------------- |
| Résidences principales (en %)                           | 94,2     | 84    | 82,1           |
| Résidences secondaires et logements occasionnels (en %) | 1        | 8,3   | 9,7            |
| Logements vacants (en %)                                | 4,7      | 7,7   | 8,2            |

### Voies de communication et transports

#### Voies de communication

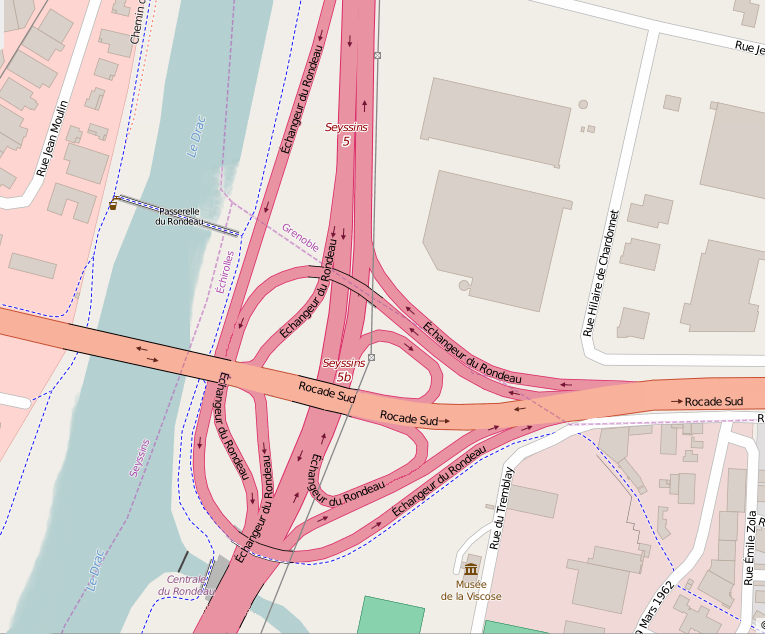
carte de l'échangeur du Rondeau. Le territoire de Seyssins se situe dans la partie gauche

Située dans l’agglomération grenobloise, le territoire de Seyssins se situe à un point de convergence de plusieurs lignes routières et autoroutières, notamment en raison de sa proximité avec l'échangeur entre l'A480 et la Rocade Sud.
L'autoroute A480 (rocade ouest de Grenoble), autoroute urbaine totalement gratuite desservant l'ouest de l'agglomération de Grenoble sur une distance de 12,5 km possède une sortie vers Seyssins à la hauteur de l'échangeur du Rondeau par l'intermédiaire du pont du Rondeau.
- 5b : Seyssins, Seyssinet-Pariset Z.I.

La Rocade Sud, nom donné à la RN 87 contourne la ville de Grenoble du sud-ouest au nord-est sous une forme autoroutière. D'une longueur de 10,5 km, elle relie la ville de Seyssins et l'A480 à l'ouest à l'A41 au nord-est.
- échangeur : Rocade Ouest A480 / Autoroute A51 / Espace Comboire / Seyssins.

En septembre 2016, Christophe Ferrari obtient un accord historique sur l'aménagement de l'A480, qui passera à deux fois trois voies en 2022 entre l'échangeur du Rondeau et sa connexion avec l'autoroute A48 au niveau de St Egrève. Le réaménagement de l'échangeur du Rondeau pour un montant de 80 millions d'euros faisant partie de l'accord.
Le territoire communal est traversé par plusieurs routes secondaires
- la RD6, petite rocade de contournement du bas-Seyssins qui relie le Rondeau à Seyssinet-Pariset.
- la RD106 permet de relier le centre du village ancien à la commune de Lans-en-Vercors, au nord-ouest et la commune de Fontaine, au nord-est.
- la RD106d permet de relier le centre du village ancien à la commune de Claix.

#### Transports

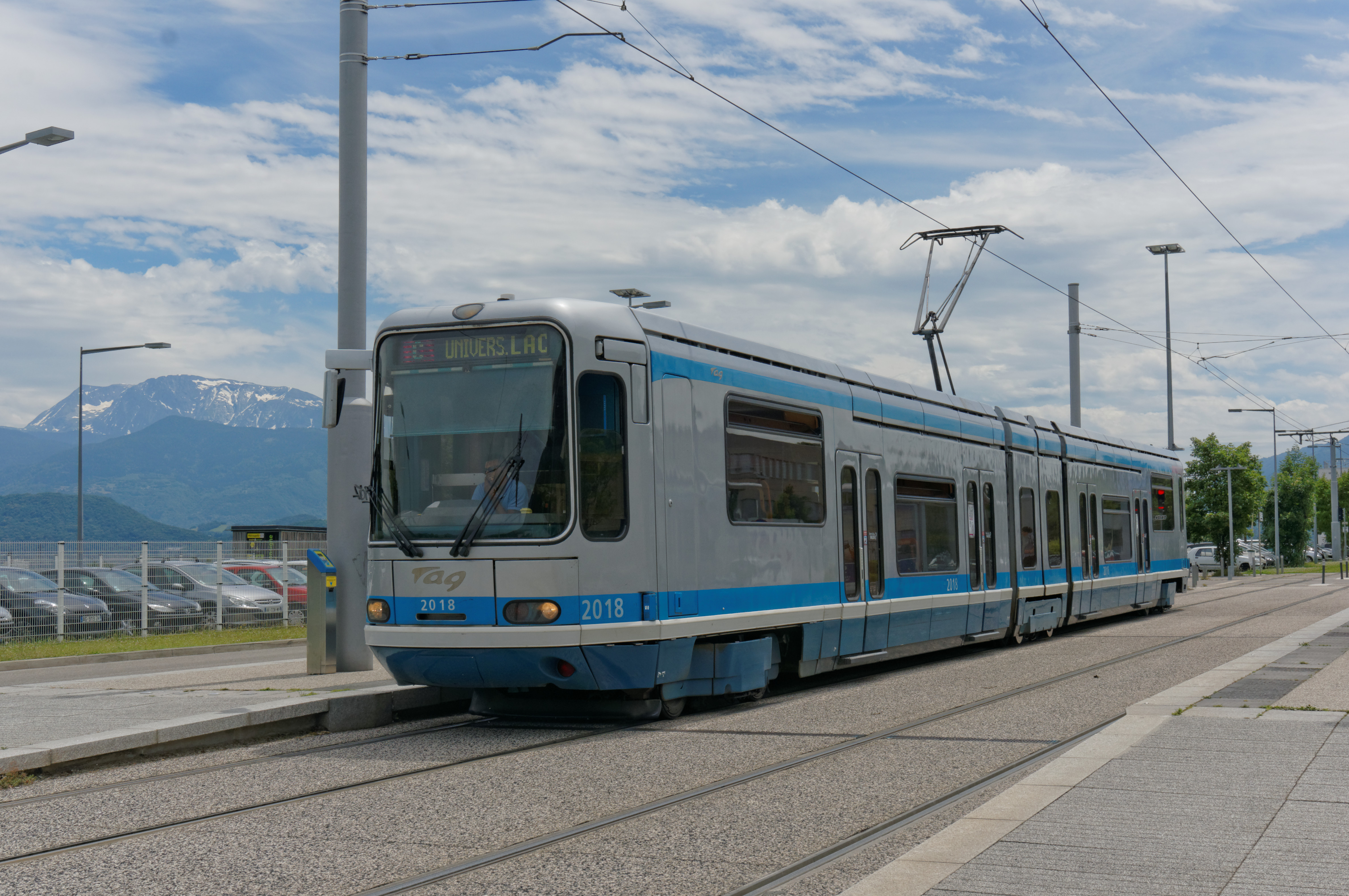
Le tramway de la ligne C à son terminus de Seyssins

Le territoire communal est traversé par plusieurs lignes de bus et une ligne de tramway du réseau de Transports de l'agglomération grenobloise qui la relie avec les autres communes de l'agglomération grenobloise.
La ligne C du tramway de Grenoble relie la commune de Seyssins à celles de Saint-Martin-d'Hères et Gières sur 9,4 km de long. Cette ligne traverse une grande partie du bas de la commune (la Plaine) dans une direction sud-nord. Elle permet notamment de relier Seyssins avec Grenoble et son hôtel de ville, la bibliothèque d'étude et du patrimoine de Grenoble, le Stade des Alpes et le domaine universitaire de Saint-Martin-d'Hères - Gières, après avoir franchi le pont de Catane sur le Drac.
La ville héberge également un espace de stationnement mis à la disposition des usagers des transports en commun de la SEMITAG et dénommé « P+R Seyssins - Le Prisme »
| P+R Seyssins - Le Prisme | Seyssins | 100 places | C C6 21 49 |

### Risques naturels et technologiques

#### Risques sismiques
Le territoire de Seyssins est situé en zone de sismicité no 4 (sur une échelle de 1 à 5), comme l'ensemble des territoires des communes de l'agglomération grenobloise.
| Type de zone | Niveau            | Définitions (bâtiment à risque normal) |
| ------------ | ----------------- | -------------------------------------- |
| Zone 4       | Sismicité moyenne | accélération = 1,6 m/s2                |

#### Autres risques naturels
Seyssins est une des trente-sept communes du département de l'Isère classée pour le risque incendie de forêt.

## Toponymie
Selon André Planck, auteur du livre L'origine du nom des communes du département de l'Isère, le nom de Seyssins doit son origine au terme latin « Saxeus » qui signifie rocher.

## Histoire
Seyssins était jusqu'à une période récente un petit village adossé aux derniers contreforts du massif du Vercors à l'abri des crues dévastatrices du Drac, affluent de l'Isère. Le village n'a connu son agrandissement, au niveau de la plaine, qu'après l'endiguement de cet important torrent alpin (au XVIIe siècle) avec la construction d'une digue.

### Temps modernes
En 1753, le village et la région de Grenoble connaissent le premier tremblement de terre dont l'histoire ait gardé trace.

### Révolution française et Empire
Entre 1790 et 1794, la commune de Seyssins absorbe les communes éphémères de Mont-Rigaud et Roux-de-Commiers.

### Époque contemporaine

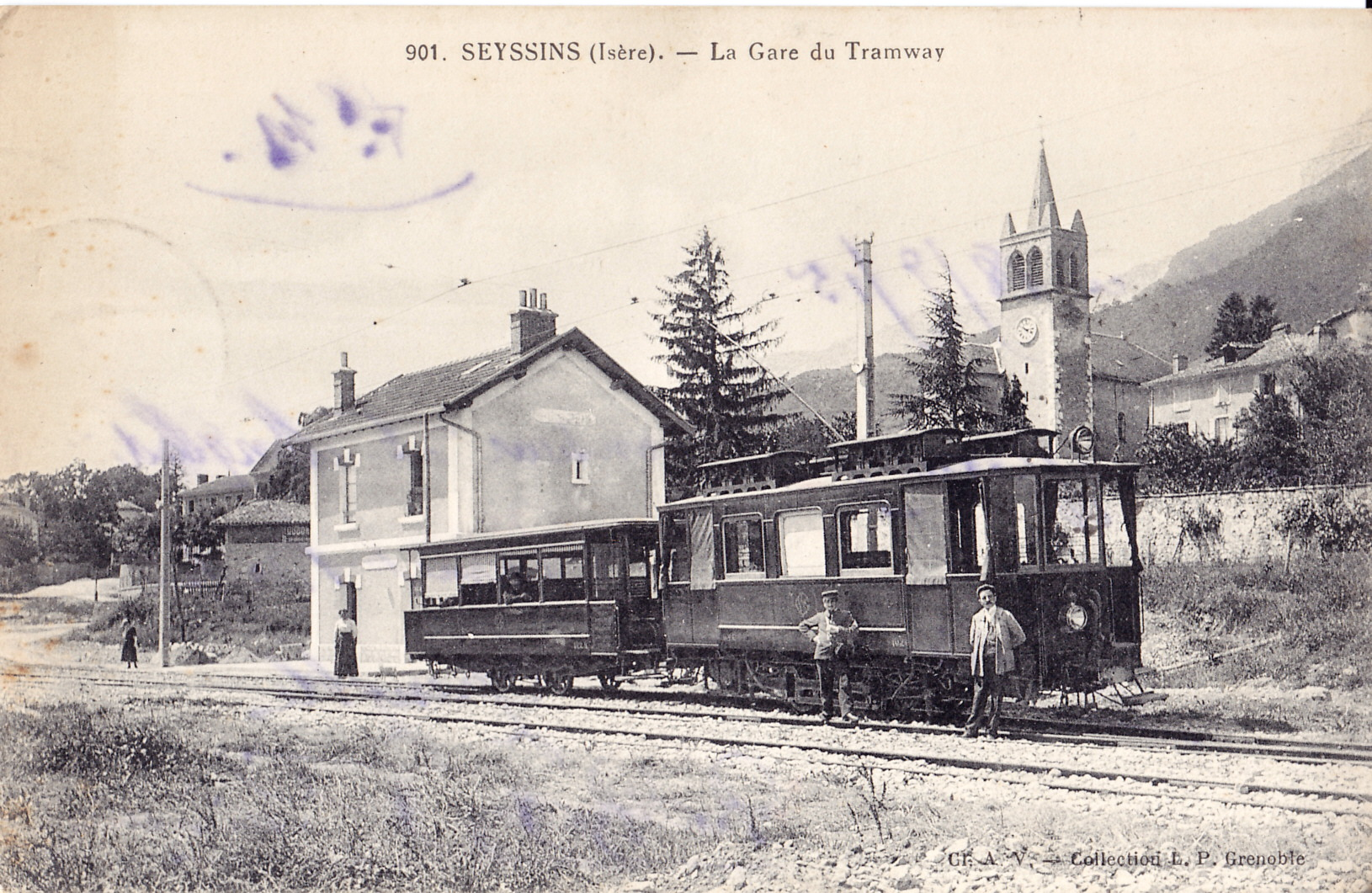
Ancien tramway à Seyssins.

Jusqu'au Second Empire, le territoire communal s' étendait sur la rive droite du Drac, jusqu' à l'actuelle place Hubert Dubedout à Grenoble au nord et à Eybens et Pont de Claix au sud, englobant le village d'Echirolles, le lieu dit du Rondeau et une grande partie des quartiers actuels de Chorrier - Berriat sur Grenoble, avant la création de la commune d'Échirolles en 1833, et l’intégration du Rondeau, à la commune de Grenoble (à l' époque site totalement rural, où se trouvaient des bâtiments religieux, comme le couvent de la Rédemption, démoli en 1974, et le petit séminaire du Rondeau, devenu Lycée Vaucanson, dans les années 1920).
Seyssins est de 1911 à 1950, une étape de l'une des lignes de l'ancien tramway de Grenoble : le GVL (Grenoble - Villard-de-Lans), exploitée par la SGTE.

## Politique et administration

### Rattachements administratifs et électoraux

#### Rattachements administratifs
La commune se trouve dans l'arrondissement de Grenoble du département de l'Isère.
Elle faisait partie de 1801 à 1985 du canton de Sassenage, année où la commune intègre le canton de Fontaine-Seyssinet. Dans le cadre du redécoupage cantonal de 2014 en France, cette circonscription administrative territoriale a disparu, et le canton n'est plus qu'une circonscription électorale.

#### Rattachements électoraux
Pour les élections départementales, la commune fait partie depuis 2014 du canton de Fontaine-Seyssinet
Pour l'élection des députés, elle fait partie de la quatrième circonscription de l'Isère.

### Intercommunalité
Seyssins est membre de la métropole dénommée Grenoble-Alpes Métropole (dite « la Métro »), un établissement public de coopération intercommunale (EPCI) à fiscalité propre créé en 2015 par transformation de communauté d'agglomération du même nom, qui avait été créée en 1994 et auquel la commune avait transféré un certain nombre de ses compétences, dans les conditions déterminées par le code général des collectivités territoriales.

### Tendances politiques et résultats
Lors du premier tour des élections municipales de 2014 dans l'Isère, la liste DVG menée par le maire sortant Fabrice Hugelé obtient la majorité absolue des suffrages exprimés avec 2 053 voix (61,93 %, 24 conseillers municipaux élus dont 2 métropolitains), devançant très largement celles menées respectivement par : 
- Gérard Istace (UMP, 699 voix, 21,08 %, 3 conseillers municipaux élus).
- Anne-Marie Malandrino (DVD, 563 voix, 16,98 %, 2 conseillers municipaux élus).

Lors de ce scrutin, 34,64 % des électeurs se sont abstenus.
Lors du premier tour des élections municipales de 2020 dans l'Isère, la liste LREM menée par le maire sortant Fabrice Hugelé obtient la majorité absolue des suffrages exprimés avec 1 318 voix (51,50 %, 22 conseillers municipaux dont 2 métropolitains), devançant très largement celles menées respectivement par :
- Catherine Brette (EÉLV-PS-GÉ, 833 voix, 32,55 %, 5 conseillers municipaux élus) ;
- Anne-Marie Malandrino (DVD-LR-MHAN, 408 voix, 15,94 %, 2 conseillers municipaux élus) ;

Lors de ce scrutin marqué par la pandémie de Covid-19 en France, 54,04 % des électeurs se sont abstenus.

### Liste des maires

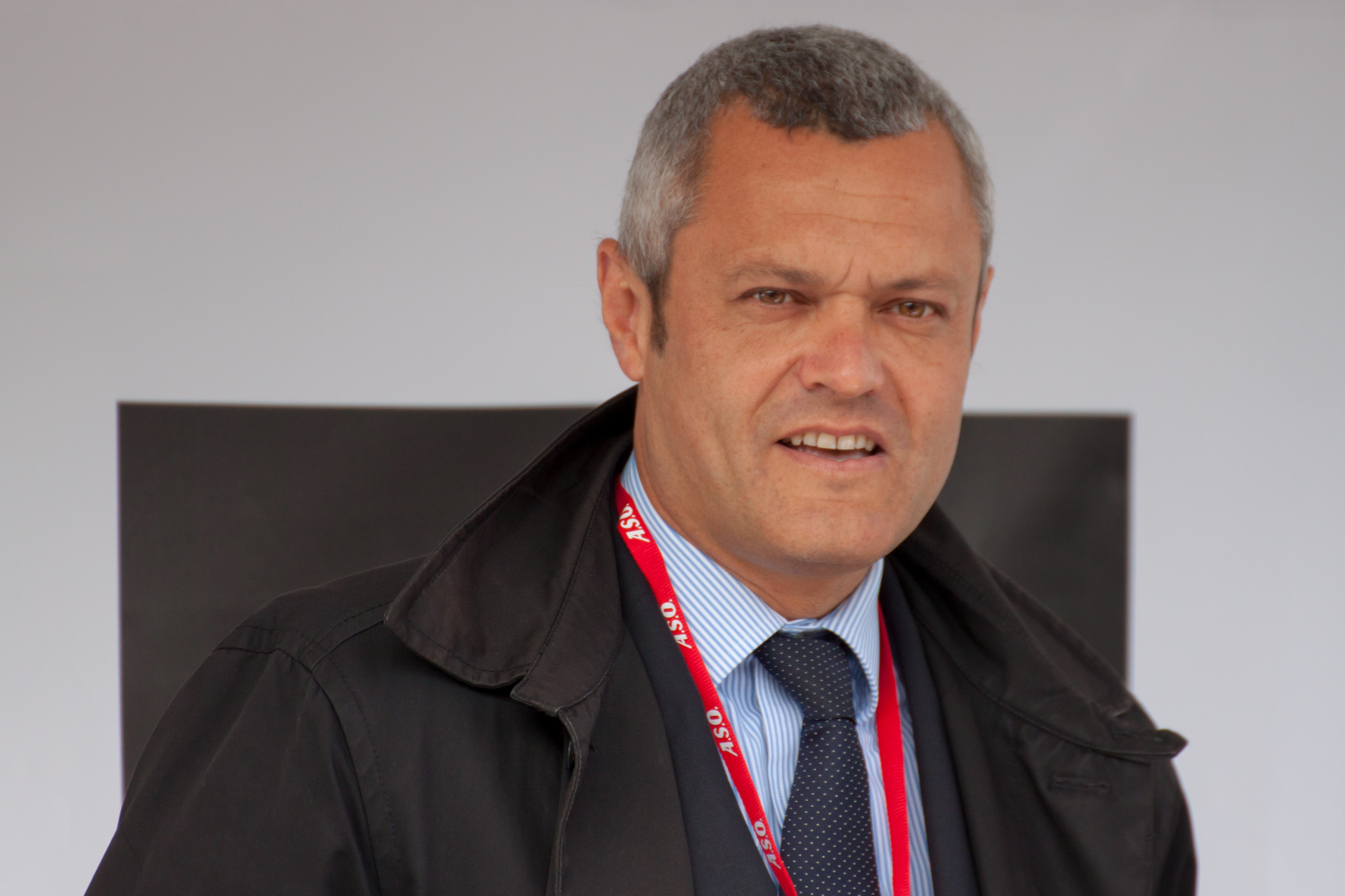
Fabrice Hugelé, actuel maire de Seyssins, ici au départ de la première étape du Critérium du Dauphiné 2012.

| Période                                  | Période                    | Identité                              | Étiquette        | Qualité |
| ---------------------------------------- | -------------------------- | ------------------------------------- | ---------------- | --- |
| Les données manquantes sont à compléter. |                            |                                       |                  | |
| 1790                                     | 1792 ?                     | Jean-Baptiste Blanc-Lacombe           |                  | |
| 1793                                     | (avant 1800)               | Antoine Commandeur                    |                  | |
| (avant 1800)                             | 1813                       | Pierre Bertet                         |                  | |
| 1814                                     | décès 1821                 | Louis Melchior Vicat                  |                  | |
| 1821                                     | 1823                       | Joseph Vicat                          |                  | |
| 1823                                     | 1835                       | Sébastien Frédéric Victor Algoud      |                  | |
| 1835                                     | 1839                       | Joseph Trouillon                      |                  | |
| 1839                                     | 1843                       | Aimé Moulezin                         |                  | |
| 1843                                     | décès 1858                 | Frédéric Charles Le Harivel du Rocher |                  | |
| 1858                                     | démission 1863             | Victor Tournillon                     |                  | |
| 1864                                     | 1870                       | Hippolyte Louis Alphonse Blanc        |                  | |
| 1870                                     | 1871                       | Joseph Vassel                         |                  | |
| 1871                                     | 1887                       | Rémy Vincent                          |                  | cultivateur |
| 1887                                     | 1891                       | Joseph Lancelon                       |                  | géomètre |
| 1892                                     | 1905                       | Joseph Le Harivel du Rocher           |                  | |
|                                          |                            | Charles Jules Joseph Lancelon         |                  | |
| 1917                                     | 1921                       | Jules Rey                             |                  | cultivateur |
| 1921                                     | 1944                       | Joseph Moutin                         |                  | papetier |
| 1944                                     | 1945                       | Alfred Bertholet                      |                  | |
| 1945                                     | 1959                       | Darius Garon                          |                  | |
| 1959                                     | 1965                       | Louis Marie "Raymond" Parra d'Andert  |                  | Colonel en retraite |
| 1965                                     | 1970                       | Marc Boulenger                        |                  | entrepreneur Démissionnaire |
| avril 1970                               | juin 1995                  | Michel Segaert                        | CDP-DVD          | |
| juin 1995                                | mars 2010                  | Didier Migaud                         | PS               | Juriste, premier président de la Cour des comptes (2010 → 2021) Député de l'Isère (4e circ.) (1988 → 2010) Conseiller général de Canton de Fontaine-Seyssinet (1988 → 2001) Président de la CA Grenoble Alpes Métropole (1995 → 2010) Démissionnaire après sa nomination à la Cour des comptesGarde des sceaux - Ministre de la Justice du gouvernement Barnier (sept-oct 2024) |
| mars 2010                                | 2012                       | Michel Baffert                        | PS               | |
| 2012                                     | En cours (au 27 mars 2023) | Fabrice Hugelé                        | PS puis DVD-LREM | Cadre supérieur Vice-président du SIRD Réélu pour le mandat 2020-2026 |

### Distinctions et labels
En mars 2017, la commune confirme le niveau « trois fleurs » au concours des villes et villages fleuris, ce label récompense le fleurissement de la commune au titre de l'année 2016.

### Jumelages
La ville a été jumelée jusqu'en 2021 avec une autre ville de l'Union européenne :
- Pisogne (Italie) depuis 2010[33].

## Population et société

### Démographie
L'évolution du nombre d'habitants est connue à travers les recensements de la population effectués dans la commune depuis 1793. Pour les communes de moins de 10 000 habitants, une enquête de recensement portant sur toute la population est réalisée tous les cinq ans, les populations de référence des années intermédiaires étant quant à elles estimées par interpolation ou extrapolation. Pour la commune, le premier recensement exhaustif entrant dans le cadre du nouveau dispositif a été réalisé en 2006.

En 2022, la commune comptait 8 087 habitants, en évolution de +10 % par rapport à 2016 (Isère : +3,07 %, France hors Mayotte : +2,11 %).
| 1793 | 1800 | 1806 | 1821 | 1831 | 1836 | 1841  | 1846  | 1851  |
| ---- | ---- | ---- | ---- | ---- | ---- | ----- | ----- | ----- |
| 669  | 623  | 724  | 768  | 833  | 914  | 1 196 | 1 162 | 1 387 |

| 1856  | 1861  | 1866 | 1872 | 1876 | 1881 | 1886 | 1891 | 1896 |
| ----- | ----- | ---- | ---- | ---- | ---- | ---- | ---- | ---- |
| 1 374 | 2 238 | 659  | 654  | 675  | 669  | 700  | 641  | 605  |

| 1901 | 1906 | 1911 | 1921 | 1926 | 1931 | 1936 | 1946 | 1954 |
| ---- | ---- | ---- | ---- | ---- | ---- | ---- | ---- | ---- |
| 566  | 577  | 540  | 502  | 528  | 532  | 513  | 500  | 762  |

| 1962  | 1968  | 1975  | 1982  | 1990  | 1999  | 2006  | 2011  | 2016  |
| ----- | ----- | ----- | ----- | ----- | ----- | ----- | ----- | ----- |
| 1 007 | 1 573 | 3 911 | 5 021 | 7 028 | 6 850 | 6 861 | 6 887 | 7 352 |

| 2021  | 2022  | - | - | - | - | - | - | - |
| ----- | ----- | - | - | - | - | - | - | - |
| 7 997 | 8 087 | - | - | - | - | - | - | - |

### Manifestations culturelles et manifestations
- Salon des vins organisé par l'association Vins en fêtes de la vallée du Rhône, en février à la salle le Prisme.
- Salon de minéralogie à l'initiative du club dauphinois de minéralogie et de paléontologie[37] le dernier week-end de septembre à la salle le Prisme.
- Kermesse du sou des écoles, en juin dans le parc François-Mitterrand.

### Sports et loisirs
Le complexe sportif Jean Beauvallet accueille notamment les équipes de Rugby et de Foot
Le Rugby club de Seyssins (Rugby à XV), vice champion de France de 3e division en 1988 et qui a évolué en Fédérale 3 de 2016 à 2019 et depuis 2022. 
Le Club de Seyssins évolue en Départementale 1 en hommes et en dames[Quand ?]
Le Parcours de golf dénommé Golf Bluegreen Grenoble Seyssins, constitué d'un parcours de neuf trous.
Les terrains de tennis sont situés au coeur de Seyssins, près du Prisme. ils accueillent le Tennis Club de Seyssins qui possède une école de tennis importante. L'open de Seyssins a lieu tous les ans de fin Juin à mi-juillet.

### Équipements culturels
- La salle du prisme

Le Prisme est une salle modulable, accessible aux personnes à mobilité réduite et permettant l’accueil de 960 personnes en configuration salle de spectacle. Elle permet également l'accueil d'expositions, de foires et des séminaires.
- la bibliothèque municipale Lucie Aubrac
- L'espace Victor Schœlcher
- La maison des associations

### Médias
Historiquement, le quotidien régional Le Dauphiné libéré consacre, chaque jour, y compris le dimanche, dans son édition de Grenoble-Isère Sud, un ou plusieurs articles à l'actualité de la ville ainsi que des informations sur les éventuelles manifestations locales.
La commune est située sur l'aire de diffusion de radio Ici Isère, une radio publique qui émet sur tout le territoire du département de l'Isère.

## Économie
La commune fait partiellement partie de l'aire géographique de production et transformation du « Bois de Chartreuse », la première AOC de la filière Bois en France.

## Culture locale et patrimoine

### Lieux et monuments

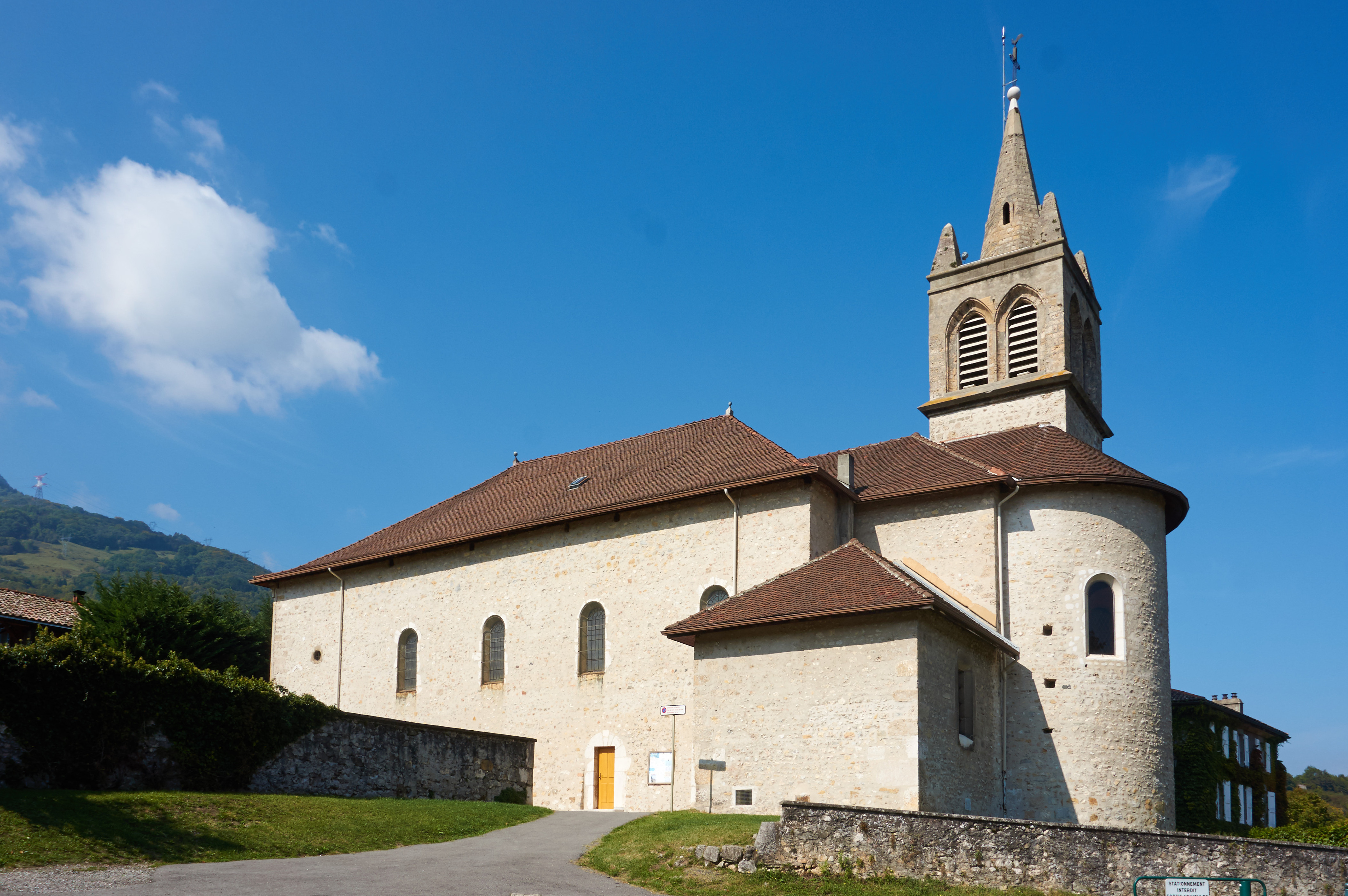
L'église Saint-Martin de Seyssins.

- Le château Le Harivel du Rocher, hôtel de ville depuis 1985.
- Le monument aux morts communal : C'est en 1920, au lendemain de la Première Guerre mondiale, que le conseil municipal de Seyssins a pris la décision d'ériger un monument aux morts, pour huit cent mille francs de l'époque. C'est pendant l'après-midi du 2 juillet 1921 qu'est inauguré le monument : les 28 noms gravés dans la pierre sont lus pour la première fois. S'ensuivent le discours du secrétaire de mairie de l'époque et celui du maire : Joseph Moutin. Le monument aux morts est situé à côté de l'église Saint-Martin de Seyssins, dans l'ancien cimetière.
- Motte castrale présumée du Châtelard[44].
- Plusieurs maisons anciennes, à l'allure noble, selon l'écrivain Éric Tasset, auteur d'un ouvrage sur les châteaux forts de l'Isère, pourraient cacher des maisons fortes, notamment[44] :
  - La Tour Saint-Ange, à l'est de la rue du Bournet, était de propriété de Jean Gauchet au XVIe siècle ;
  - la maison forte du Châtelard ;
  - la Maison Blanche, du début du XVIe siècle ;
  - le château de Montrigaud, au sommet du parc François-Mitterrand, cité en 1368 dans un texte que le roi Charles V adresse à Didier de Sassenage ;
  - le château de la Beaume, situé entre le golf et le collège Marc-Sangnier, au XVIIe siècle appartint au conseiller du roi Raymond Espeautre ;
  - le Castel Monjoie, de la famille Perrachon en 1638.
- Le château de Seyssins, dit La Bâtie, disparu, cité dans l'enquête delphinale de 1339 et propriété de Didier de Sassenage en 1522, se trouvait en amont du village[44].
- Maison forte de Comba, située sur la butte au lieu-dit de Comba et aujourd'hui disparue, est citée dans l'enquête delphinale de 1339[44].
- Maison forte aux Trois Tours, du XIIIe ou XIVe siècle, appelée aussi maison des Trois-Tours, la Bâtie, château Ponnat et château du Grand-Près[44].
- Maison ou Bâtie d'Argout, cité en 1520[44].
- Ancien prieuré bénédictin ou maison du Priou[44].
- Maison de la Colombière, dans le quartier des Charrières, propriété de Saint-André de Grenoble au XVIe siècle[44].
- Maison dite du Parlement, de la famille Collonge au XVIe siècle[44].
- Maison de la Croix de la Baume, rue Joseph-Moutin, qui présente une tourelle d'escalier[44].
- Église Saint-Martin : église de style roman construite entre le IXe siècle et le XIIe siècle, de plan basilical et dont les chapiteaux des colonnes de la nef sont classés au titre des monuments historiques par arrêté du 9 septembre 1908[45].
- Grotte Vallier

### Seyssins dans les arts et la culture

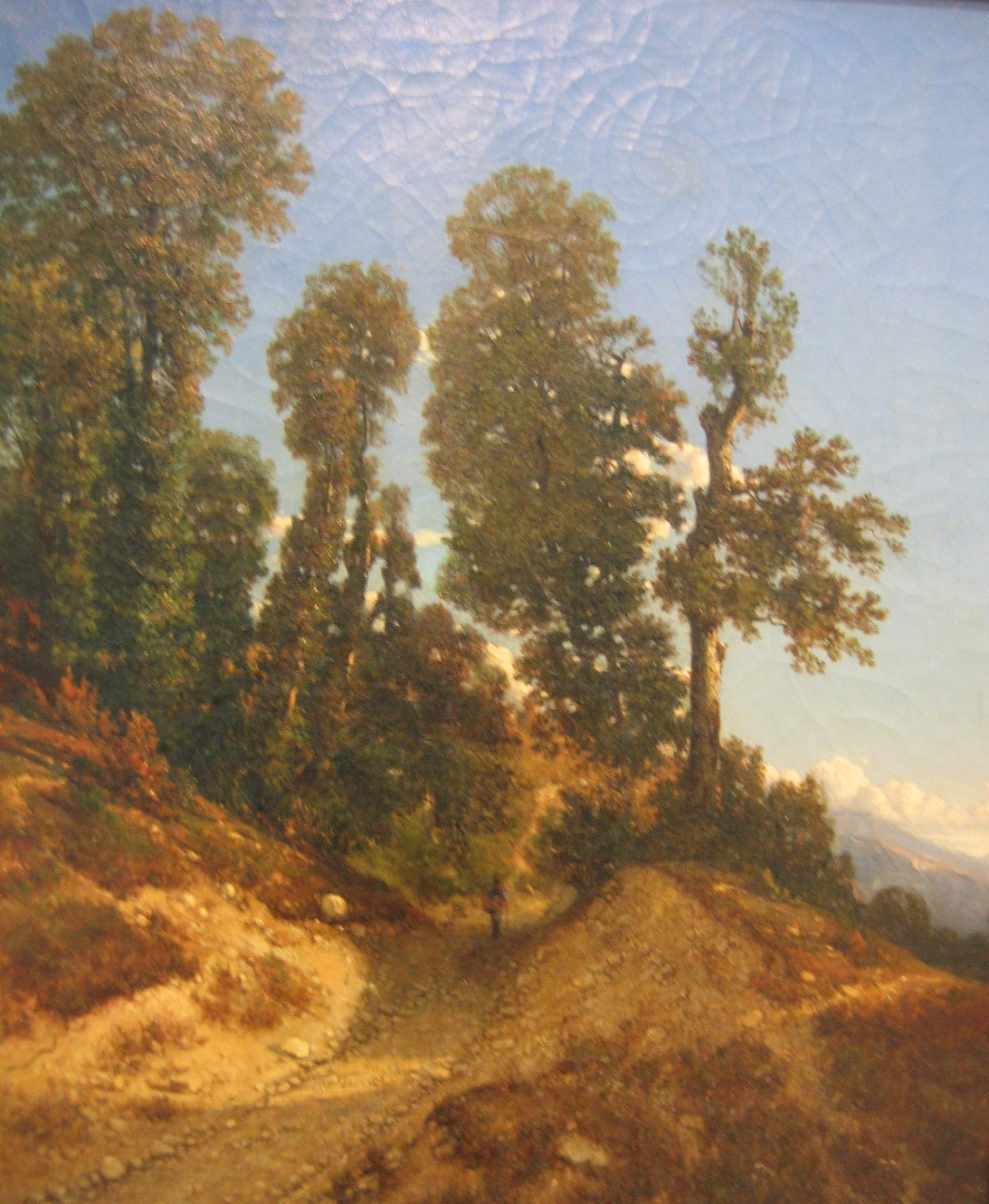
Chemin près de Seyssins, tableau de Jean Achard.

Le village est représenté sur une peinture de l'artiste dauphinois Jean Achard.
‌

### Personnalités liées à la commune
- Pierre Ier, évêque de Grenoble (1221), selon Guy Allard, l'évêque en serait originaire[46].
- Louis Vicat (1786 - 1861), inventeur du ciment artificiel.
- Didier Migaud (né en 1952), homme politique, député, maire de Seyssins de 2001 à 2010.
- Yves Brouzet (1948 - 2003), athlète français, recordman de France de lancer de poids.
- Olivier Brouzet (né en 1972), international français de rugby à XV, fils d'Yves Brouzet.
- Jérôme Neuville (né en 1975), plusieurs fois champion du monde de cyclisme sur piste.
- Thomas Jolmès (né en 1995), international français de rugby à XV, petit-fils d'Yves Brouzet.
- Killian Géraci (né en 1999), international français de rugby à XV.
- Louis Bielle-Biarrey (né en 2003), international français de rugby à XV.

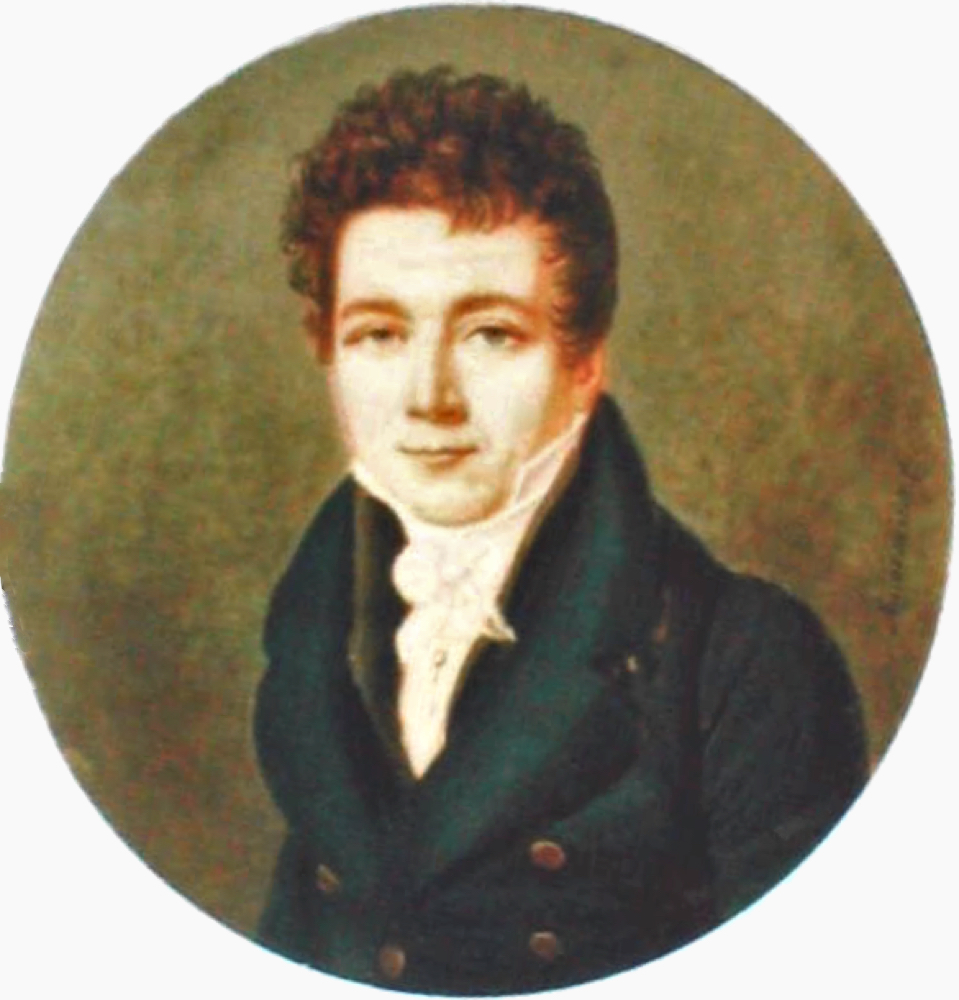
Louis Vicat
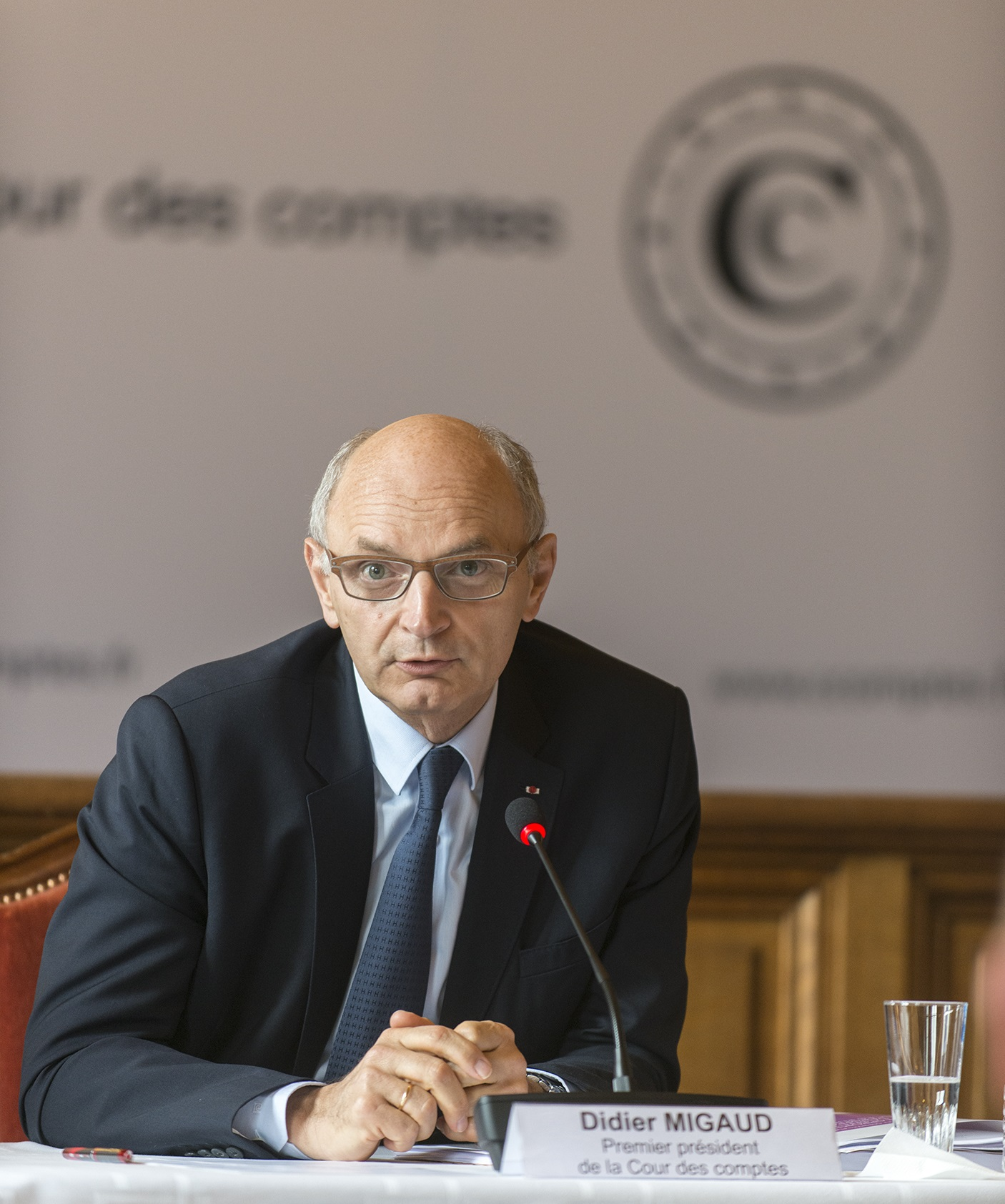
Didier Migaud
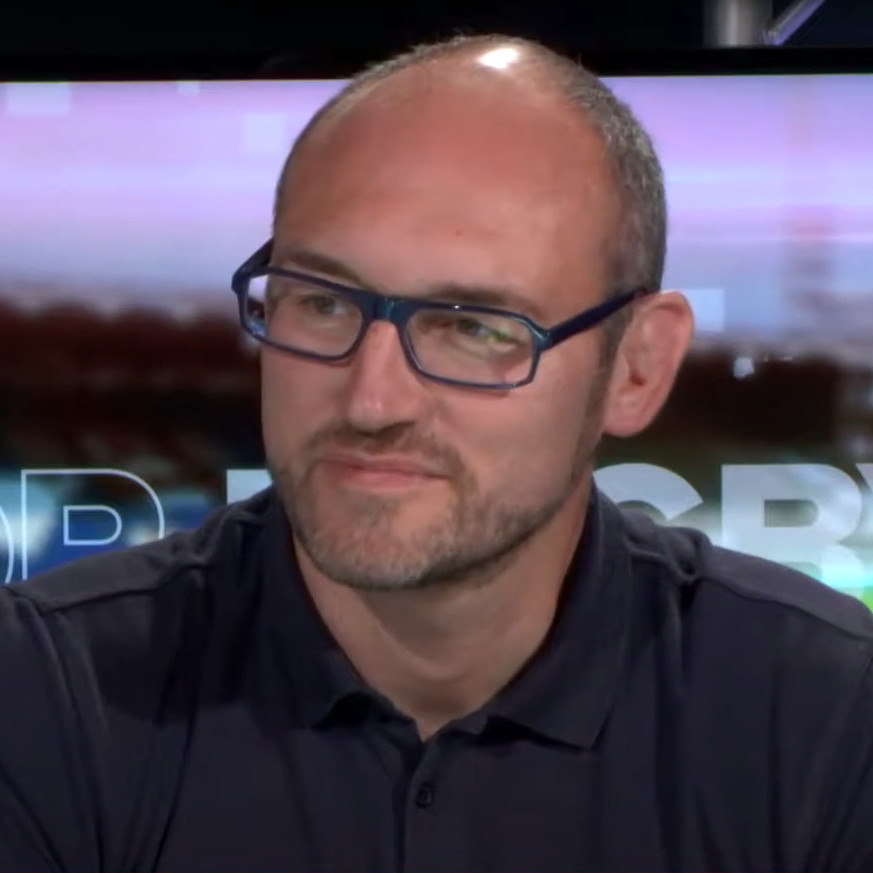
Olivier Brouzet
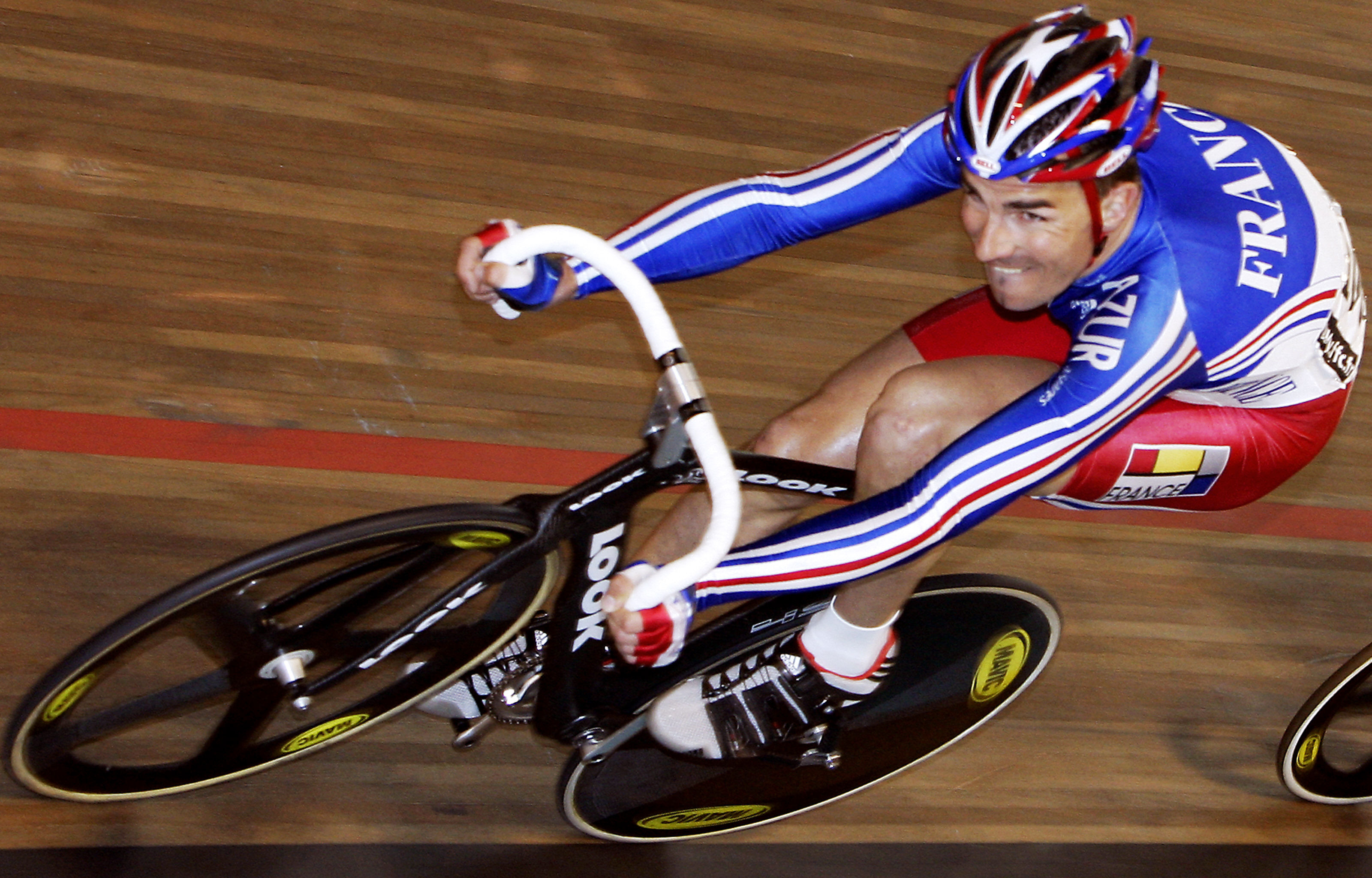
Jérôme Neuville
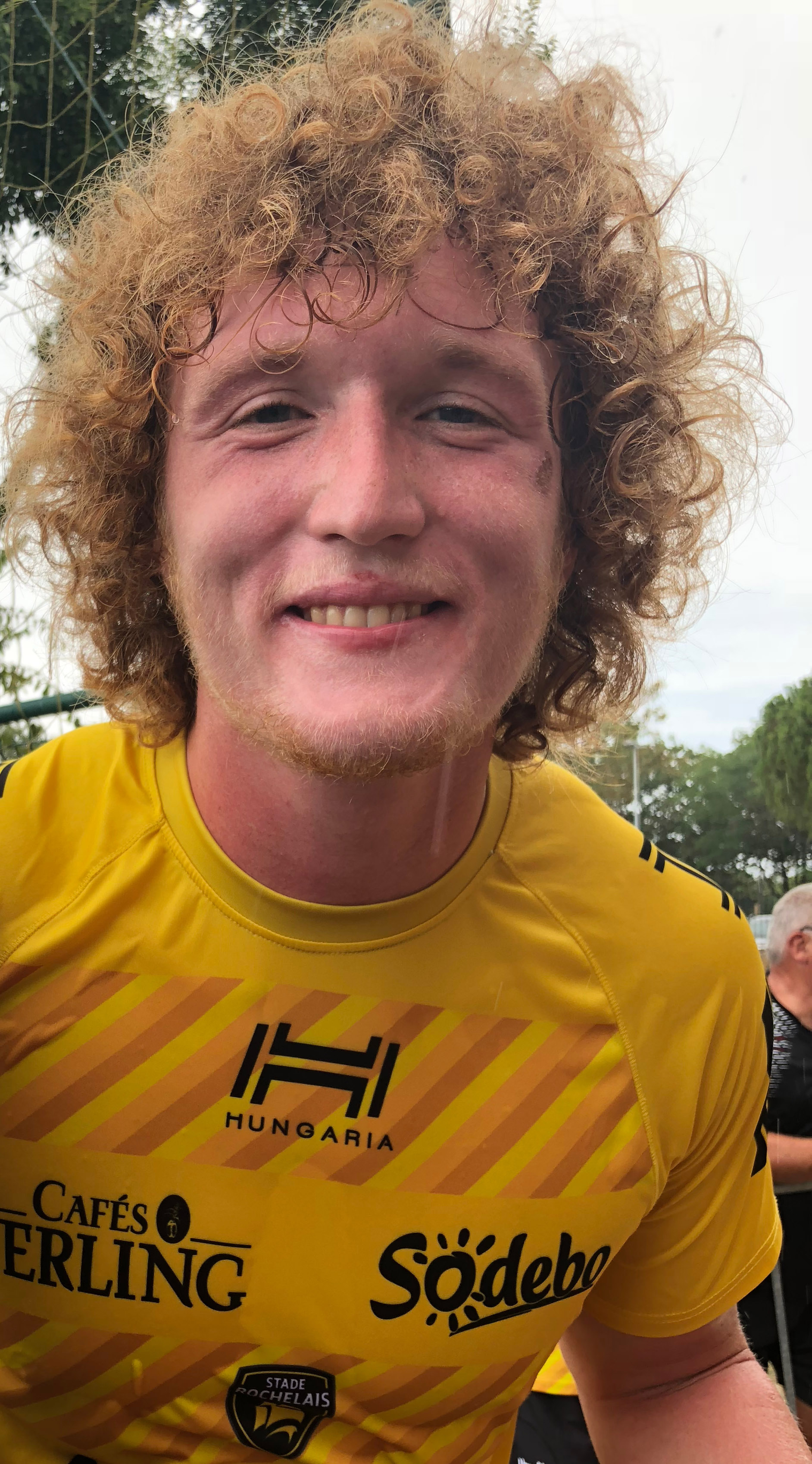
Thomas Jolmès
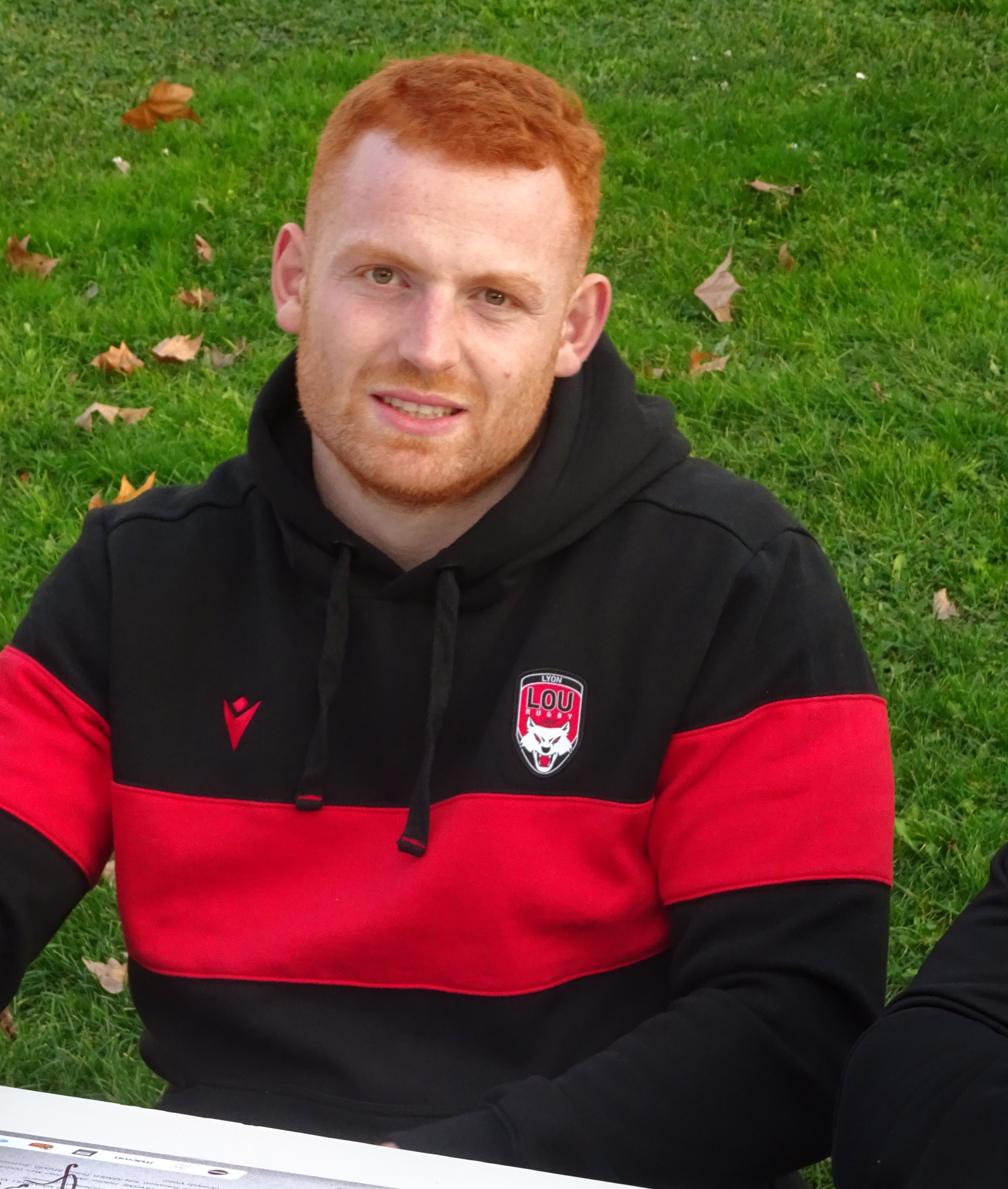
Killian Géraci
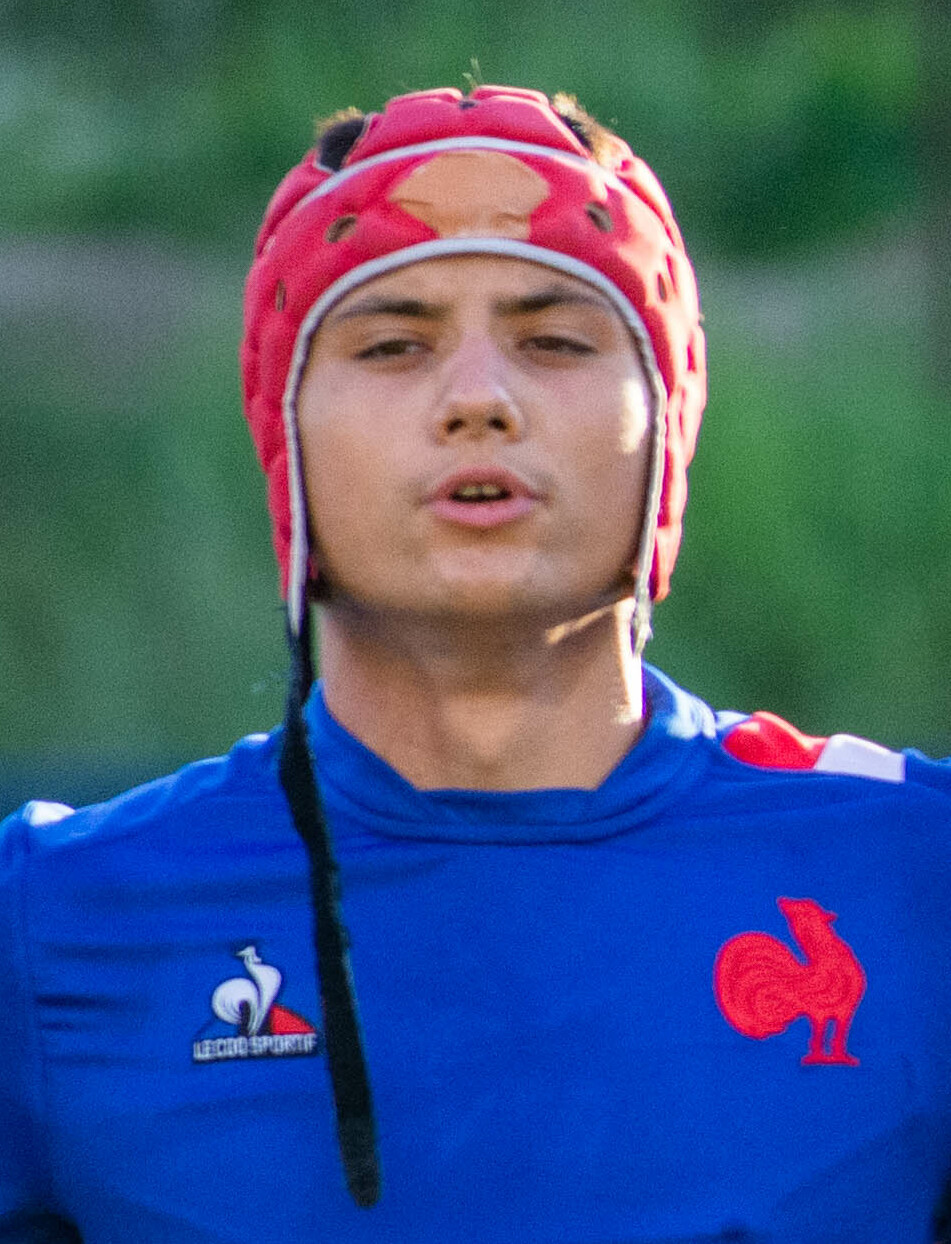
Louis Bielle-Biarrey

### Héraldique
| Blason de Seyssins | Blason  | De gueules semé de fleurs de lys d'or, à la bande d'argent brochante. Devise / Cri« Plutôt avec le cœur, qu'avec les armes ». |
| Blason de Seyssins | Détails | Armes de la famille Alleman. Le statut officiel du blason reste à déterminer.                                                 |

## Pour approfondir